# Speculipastor
Speculipastor is een geslacht van zangvogels uit de familie  spreeuwen (Sturnidae). Er is één soort:
- Speculipastor bicolor  –  Spiegelspreeuw